# Bebearia aruunda
Bebearia aruunda är en fjärilsart som beskrevs av Frans G.Overlaet 1955. Bebearia aruunda ingår i släktet Bebearia och familjen praktfjärilar. Inga underarter finns listade i Catalogue of Life.